# NGC 2952
NGC 2952 ist eine Spiralgalaxie vom Hubble-Typ Sd im Sternbild Hydra südlich der Ekliptik. Sie ist schätzungsweise 409 Millionen Lichtjahre von der Milchstraße entfernt und hat einen Durchmesser von etwa 100.000 Lichtjahren. 
Das Objekt wurde im Jahr 1886 von Frank Muller entdeckt.